# Microtegeus sabahnus
Microtegeus sabahnus är en kvalsterart som beskrevs av Sandór Mahunka 1987. Microtegeus sabahnus ingår i släktet Microtegeus och familjen Microtegeidae. Inga underarter finns listade i Catalogue of Life.